# Bryoptera ruficana
Bryoptera ruficana är en fjärilsart som beskrevs av W. Warren 1904. Bryoptera ruficana ingår i släktet Bryoptera och familjen mätare. Inga underarter finns listade i Catalogue of Life.